# (3386) Klementinum
(3386) Klementinum est un astéroïde de la ceinture principale.

## Description
(3386) Klementinum est un astéroïde de la ceinture principale. Il fut découvert le 16 mars 1980 à l'observatoire Kleť par Ladislav Brožek. Il présente une orbite caractérisée par un demi-grand axe de 2,84 UA, une excentricité de 0,09 et une inclinaison de 2,2° par rapport à l'écliptique.

## Compléments